# Myopotta
Genre
Myopotta est un genre d'insectes diptères brachycères de la famille des Conopidae. Les adultes se nourrissent de nectar. Le comportement d'une grande partie de ces espèces est inconnu ; pour celles dont il a été étudié, la larve est obligatoirement endoparasite d'autres insectes, en particulier les hymenoptères et parmi eux, les Bourdons. L'espèce-type du genre est Myopotta pallipes.
Les 3 espèces du genre Myopotta, exclusivement paléarctiques, se rencontrent en Europe et au Japon,.

## Ensemble des espèces
Selon Jens-Hermann Stuke et Fauna Europaea (7 mars 2019):
- Myopotta kroeberi, Japon
- Myopotta pallipes, Europe
- Myopotta rubripes, Ouest Paléarctique